# Knjižnica Jožeta Udoviča Cerknica
Knjižnica Jožeta Udoviča Cerknica je osrednja splošna knjižnica s sedežem na Partizanski cesti 22 (Cerknica); ustanovljena je bila leta 1987.
Poimenovana je bila po Jožetu Udoviču. Ima dislocirane enote: Rakek, Cerknica, Stari trg in Nova vas.